# Équipe de Taipei chinois de Fed Cup
L'équipe de Taipei chinois de Fed Cup est l’équipe qui représente  Taïwan lors de la compétition de tennis féminin par équipe nationale appelée Fed Cup (ou « Coupe de la Fédération » entre 1963 et 1994).
Elle est constituée d'une sélection des meilleures joueuses de tennis taïwanaises du moment sous l’égide de la Fédération de Taipei chinois de tennis.

## Résultats par année

### 1972 - 1979
- 1972 (5 tours, 31 équipes) : pour sa première participation,  Taïwan s'incline au 1er tour contre la Norvège.
- 1973 - 1974 - 1975 - 1976 :  Taïwan ne participe pas à ces éditions.
- 1977 (5 tours, 32 équipes) :  Taïwan s'incline au 1er tour contre le Brésil.
- 1978 :  Taïwan ne participe pas à cette édition organisée à Melbourne.
- 1979 (5 tours, 32 équipes) :  Taïwan s'incline au 1er tour contre le Luxembourg.

### 1980 - 1989
- 1980 (5 tours, 32 équipes) :  Taïwan s'incline au 1er tour contre l’Indonésie.
- 1981 (5 tours, 32 équipes) : après une victoire au 1er tour contre la Nouvelle-Zélande,  Taïwan s'incline au 2e tour contre la Suisse.
- 1982 (5 tours, 32 équipes) :  Taïwan s'incline au 1er tour contre  Hong Kong.
- 1983 (qualifications + 5 tours, 39 équipes) :  Taïwan s'incline en qualifications contre  Israël.
- 1984 :  Taïwan ne participe pas à cette édition organisée à São Paulo.
- 1985 (qualifications + 5 tours, 38 équipes) : après une victoire en qualifications contre la Finlande,  Taïwan s'incline au 1er tour contre l’Italie.
- 1986 (qualifications + 5 tours, 42 équipes) :  Taïwan s'incline en qualifications contre  Malte.
- 1987 (qualifications + 5 tours, 42 équipes) :  Taïwan s'incline en qualifications contre l’Irlande.
- 1988 (qualifications + 5 tours, 36 équipes) :  Taïwan s'incline en qualifications contre le Luxembourg.
- 1989 (qualifications + 5 tours, 40 équipes) :  Taïwan s'incline en qualifications contre le Mexique.

### 1990 - 1999
- 1990 (qualifications + 5 tours, 44 équipes) : après une victoire en qualifications contre le Venezuela,  Taïwan s'incline au 1er tour contre la France.
- 1991 (qualifications + 5 tours + barrages, 56 équipes) : après une victoire au 1er tour des qualifications contre la République dominicaine,  Taïwan s'incline au 2e tour des qualifications contre le Portugal.
- 1992 - 1993 :  Taïwan ne participe pas à ces éditions.
- 1994 (5 tours, 32 équipes) :  Taïwan s'incline au 1er tour contre l’Indonésie.

La compétition change de format à compter de 1995 : la Coupe de la Fédération devient Fed Cup.
- 1995 - 1996 - 1997 - 1998 :  Taïwan concourt dans les compétitions par zones géographiques.
- 1999 (3 tours, 8 équipes + groupe mondial II, round robin play-offs) :  Taïwan échoue dans sa qualification en play-offs II (round robin).

### 2000 - 2009
- 2000 - 2001 - 2002 - 2003 - 2004 - 2005 - 2006 :  Taïwan concourt dans les compétitions par zones géographiques.
- 2007 (3 tours, 8 équipes + groupe mondial II, play-offs I et II) :  Taïwan s'incline en play-offs II contre la Croatie.
- 2008 - 2009 :  Taïwan concourt dans les compétitions par zones géographiques.

### 2010 - 2015
- 2010 - 2011 - 2012 - 2013 - 2014 - 2015 :  Taïwan concourt dans les compétitions par zones géographiques.

## Bilan de l'équipe
Résultats des confrontations entre  Taïwan et ses adversaires les plus fréquents (3 rencontres minimum dans les groupes mondiaux).
| # | Adversaires | Rencontres | Victoires | Défaites | % victoires |
| - | ----------- | ---------- | --------- | -------- | ----------- |

## Bilan des joueuses les plus sélectionnées
Ce bilan est calculé sur la base des rencontres officielles des groupes mondiaux et barrages I et II. Les rencontres des tableaux dits de « consolation » et celles par « zones géographiques » ne sont pas prises en compte. Les joueuses comptant moins de 5 sélections ne sont pas reprises dans le tableau.
| # | Joueuses       | De   | à    | Sélections | Matchs | Victoires | Défaites | % victoires |
| - | -------------- | ---- | ---- | ---------- | ------ | --------- | -------- | ----------- |
| 1 | Ho Chiu-Mei    | 1979 | 1986 | 8          | 12     | 1         | 11       | 8 %         |
| 2 | Lai Su-Lin     | 1985 | 1991 | 10         | 17     | 6         | 11       | 35 %        |
| 3 | Wang Shi-Ting  | 1988 | 1999 | 10         | 18     | 7         | 11       | 39 %        |
| 4 | Wen Hsiu-Tsuan | 1979 | 1985 | 7          | 11     | 4         | 7        | 36 %        |